# Laxtjärnen (Sunnemo socken, Värmland)
Laxtjärnen är en sjö i Hagfors kommun i Värmland och ingår i Göta älvs huvudavrinningsområde.